# Prompt art

In the abyss of dubai, image générée via Midjourney en 2022.

Le prompt art est une technologie qui consiste à créer des œuvres d'art au moyen de l'intelligence artificielle en tapant des mots clés dans la zone de texte d'une interface informatique.
L'outil utilisé va s'en servir pour générer une ou plusieurs œuvres : « Comme quand on lit un prompteur, le prompt, est un bout de texte qui va passer par une série d’algorithmes, un réseau de neurones pour générer une image, une vidéo ou une musique. ».

## Historique
Les premières œuvres d'art algorithmique générées par ordinateur ont été créées dans les années 1960. Elles étaient exécutées par un traceur commandé par un ordinateur, ce qui en fait de l'art généré par ordinateur, et non de l'art numérique. On considère alors que l'acte de création se trouve dans l'écriture du programme, qui spécifie la séquence d'actions à effectuer par le traceur.
Générer de l'art à partir d'une base de donnée d'images existe depuis les années 2010. Des œuvres sont ainsi produites à l'aide d'une intelligence artificielle, comme le Portrait d'Edmond de Belamy, créé en France en 2018 par le collectif Obvious, qui est vendu 432 000 € aux enchères,.

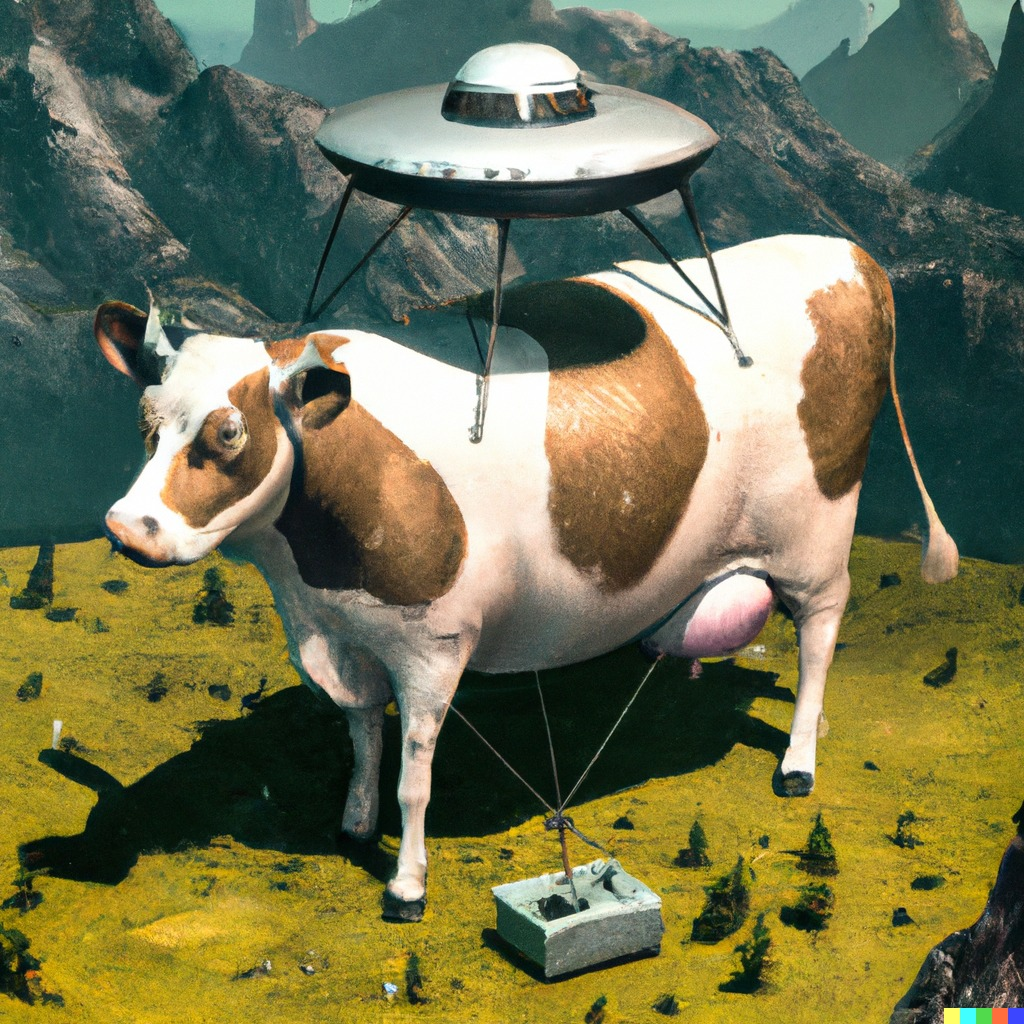
1960's art of cow getting abducted by UFO in Midwest.jpg, image générée via DALL-E en 2022.

La génération d'images simples depuis le langage naturel existe depuis les années 2010. L'ouverture de ces technologies au grand public n'arrivera que dans les années 2020 avec la création de logiciels comme DALL-E (créé en 2021), Midjourney (2022), Scrypr (2022), NightCafé (2019), ou Snowpixel (2021), qui génèrent « des images complexes à partir de légendes de photos disponibles sur internet », ce qu'on appelle le « Text to Image » (Conversion de Texte en Image),.

## Utilisation
Les internautes sont les premiers utilisateurs de cette technologie, d'abord utilisée pour créer des montages humoristiques, des détournements, recréer ou imaginer des événements historiques.
Les premières images notables générées à des fins professionnelles sont des unes de magazine, comme le Cosmopolitan et The Economist en juin 2022,,.
Cette technologie ayant vocation à être utilisée par le grand public — « rompant la séparation entre l'élite et les novices » —, des garde-fous ont été prévus pour éviter la génération de « contenus violents, à caractère politique, pornographique ou les deepfakes ».

### Œuvres d'art
Le 26 août 2022, une œuvre générée par une intelligence artificielle gagne un concours de beaux-arts, la Colorado State Fair Fine Arts Competition (Colorado, États-Unis) : Théâtre D’opéra Spatial, de Jason M. Allen, générée par Midjourney. Le jury et les autres artistes n'étaient pas au courant que cette œuvre avait été conçue artificiellement, ce qui a généré une polémique autour de la qualification d'art une œuvre qui n'a pas été complètement produite de la main et de l'esprit d'un artiste, et qui utilise d'autres images existantes, ce qui pose la question du plagiat. Les organisateurs de la compétition ont dû revoir les termes des modalités du concours pour l'année suivante.

### Potentiel d'utilisation future

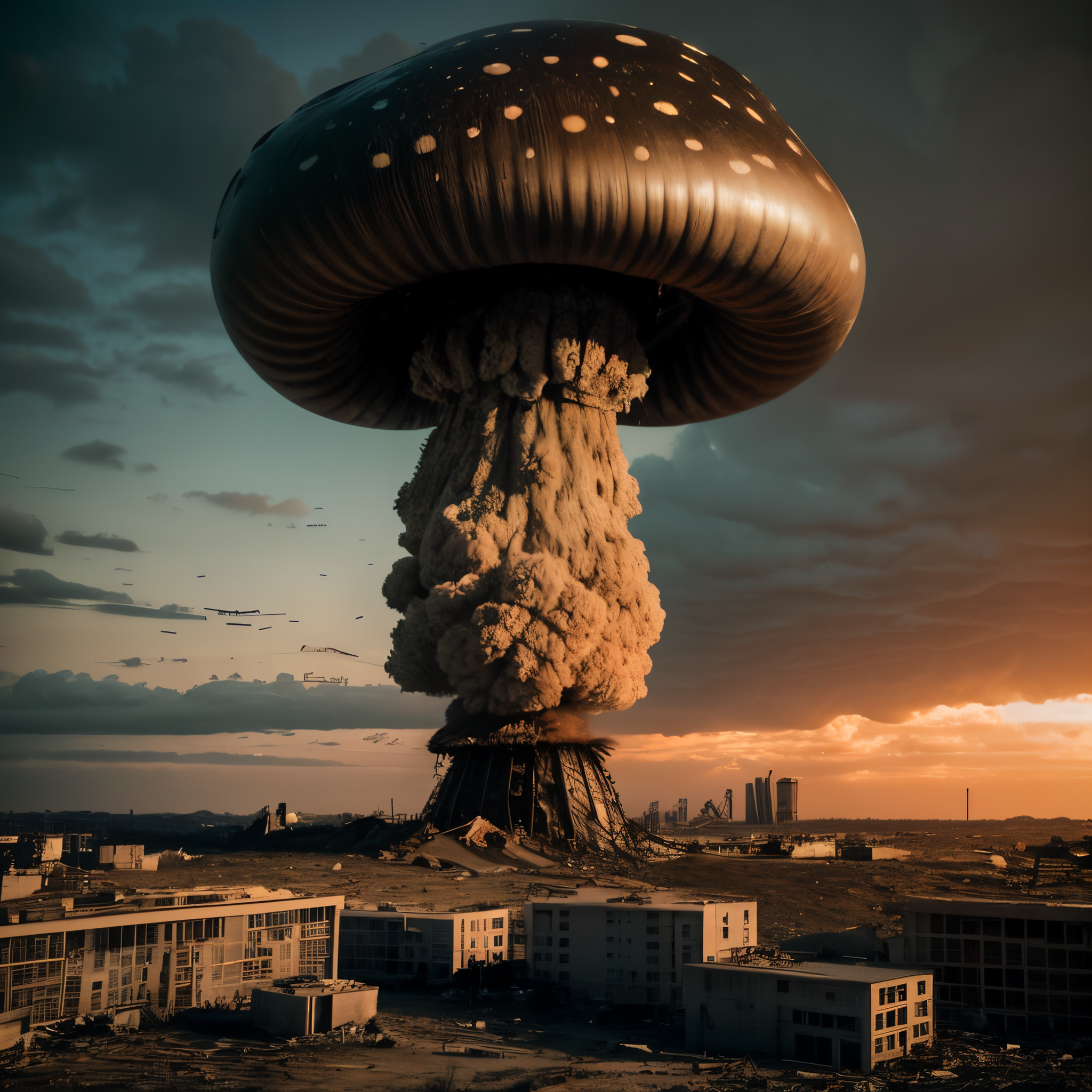
Illustration d'un malentendu conceptuel pour le « champignon nucléaire » mettant en évidence les ajustements actuellement nécessaires présentement

Plusieurs applications d'évolution future de cette technologie ont été imaginées : des objets en trois dimensions et des vidéos voire des films.

## La question des droits d'auteurs
Le fait que les images générées proviennent d'une base de données d'autres images — qui sont peut-être elles-mêmes protégées par le droit d'auteur — pose des questions sur l'application des droits d'auteurs, n'étant pas établi si l'auteur de l'œuvre générée détient les droits de celle-ci, si ce sont les ayants-droit des images utilisées (dont les images ne sont en plus pas créditées), ou ceux du programme utilisé,,.
Formellement, ces œuvres ne sont pas protégées par le droit d'auteur — en septembre 2022 — dans certains pays, comme les États-Unis, où « seules des œuvres originales créées par un être humain pourraient prétendre à une protection par le droit d’auteur »,, l'Australie, où « une œuvre créée au moyen d’un ordinateur ne pouvait faire l’objet d’une protection par le droit d’auteur car elle n’avait pas été réalisée par un humain », en Europe, où la Cour de justice de l'Union européenne affirme que « le droit d’auteur ne s’appliquait qu’à des œuvres originales et que l’originalité allait de pair avec “une création intellectuelle propre à son auteur” », c'est-à-dire qu'elle doit être le reflet de la personnalité de son auteur, rendant l'intervention humaine indispensable.
En revanche, des pays comme Hong Kong, l'Inde, l'Irlande, le Royaume-Uni et la Nouvelle-Zélande considèrent que la paternité de l'œuvre peut revenir au programmeur de l'intelligence artificielle : « Dans le cas d’une œuvre littéraire, dramatique, musicale ou artistique créée au moyen d’un ordinateur, la personne ayant pris les dispositions nécessaires pour créer ladite œuvre sera réputée en être l’auteur », selon l’alinéa 9.3) de la loi sur le droit d’auteur dans la Loi britannique.